# 単立教会
単立教会（たんりつきょうかい）とは、特定の教団や教派に属さない教会のこと。他の教会と共に教団を形成したり、他教会から支配を受けたりすることなく自己のみで存在する教会。創立時から単立の教会と、教団教派から独立して単立教会になる教会がある。単立教会であっても日本福音同盟などの超教派団体に属している教会もある。
また、単立教会であったとしても、その多くはバプテスト派、きよめ派、カルヴァン派など、一般的に確立されている教義（聖書は誤りなき神のことばであると信じ、説教にも用いる、三位一体を信じる、イエス・キリストが神であり人であると信じている）を持っており、独自的教義を主張する教会は異端視される事が多い。
今橋朗らによると、教派形成は言い換えれば教会分裂であり、神学的、政治的、社会的な状況に、地域的信仰共同体の主体性、主観性などが教会分裂にならざるを得ない状況を作る原因であると述べ、教会分裂の行き着く先として、「各個教会主義」「単立教会主義」また、「個人主義」「一人一人教派」の考え方に行く可能性があると主張している。

## 主な単立教会
- 札幌独立キリスト教会(メソジスト派より独立して、1882年に創立)
- 米沢興譲教会、田中信生牧師（日本キリスト教団より独立）
- 新城教会、滝元明牧師（1993年イエス福音教団より独立）
- 久遠キリスト教会、三浦真信牧師（1940年創立以来単立教会）
- 国際基督教大学教会
- 経堂めぐみ教会、増田誉雄牧師（日本福音同盟に加盟）
- 南大阪聖書教会、古林寿真子牧師（日本福音同盟に加盟）
- 単立教会聖マリア敬愛騎士団（防犯活動に特化した「教会」）
- ハレルヤコミュニティーチャーチ、榊山清志牧師 本部は浜松市。ワーシップ＆リーダーシップカンファレンスを毎月行っている。また、ワーシップ＆リーダーシップアカデミーを開いて。天国文化を、教えるオンラインサロンを開校